# Kwango (rivier)

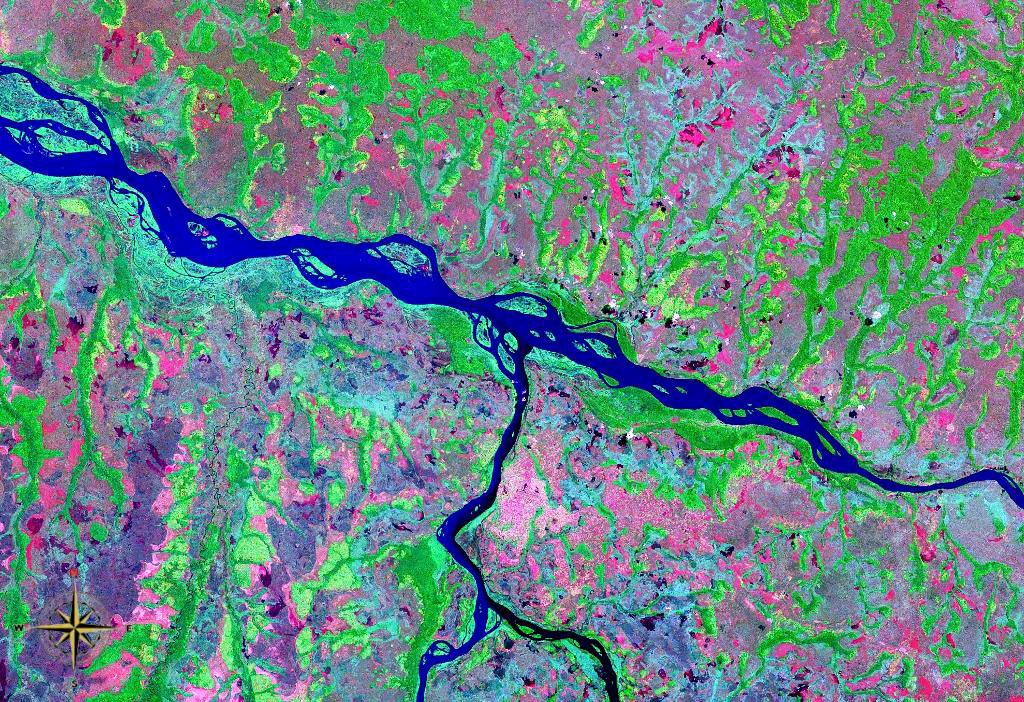
De Kwango mondt uit in de Kasaï; ruimtefoto (kleuren zijn onecht)

De Kwango is een bijrivier van de Kasaï, die op haar beurt een bijrivier is van de Kongo in het Afrikaanse Congo-Kinshasa. De Kasaï mondt uit in de Kongo zo'n 200 kilometer voor Kinshasa.
Enkele van de bijrivieren van de Kwango zijn:
- Wamba
- Kwilu
- Lukenie.

- Gemeinsame Normdatei: 7855307-6
- Library of Congress Control Number: sh89006768
- Nationale Bibliotheek van Israël: 987007539195705171
- Virtual International Authority File: 249456157